# Code inconnu: Récit incomplet de divers voyages
Code inconnu: Récit incomplet de divers voyages é um filme de drama de 2000 dirigido por Michael Haneke. A maior parte da história ocorre em Paris, França, onde os destinos de vários personagens se cruzam e se conectam.
Código Desconhecido é composto de longas tomadas não editadas, filmadas em tempo real, cortadas apenas quando a perspectiva dentro de uma cena muda de um personagem para outro no meio da ação. Uma edição especial do filme foi lançada em Blu-ray em 2015 pela The Criterion Collection. O filme é inspirado na vida do romancista e repórter de guerra francês Olivier Weber.
Código Desconhecido é uma coprodução entre França, Alemanha e Romênia e teve sua estreia no Festival de Cannes.

## Sinopse
O filme apresenta várias histórias diferentes, todas as quais se cruzam periodicamente ao longo do filme.
O filme começa com um breve prólogo. Vemos uma jovem em uma sala branca, em pé perto de uma parede. Ela se agacha perto da parede e se levanta. Em seguida, vemos crianças individualmente, cada uma fazendo um gesto em linguagem de sinais para uma única palavra. Elas se alternam com a primeira garota balançando a cabeça. As palavras incluem, por exemplo, Sozinho, Esconderijo, Má Consciência, Triste, Preso. {Todas essas palavras podem ser entendidas como reflexos de ideias que fazem parte do filme a seguir.} Depois que o título é mostrado, a cena de abertura do filme apresenta um breve encontro com quatro dos personagens principais: Anne Laurent (Juliette Binoche) é uma atriz que trabalha em Paris e ela caminha brevemente com o irmão mais novo de seu namorado, Jean. Depois que eles se separam, Jean joga um pedaço de lixo em Maria, uma moradora de rua sentada na beira da estrada. Amadou, filho de imigrantes do Mali, testemunha isso e confronta Jean. Os dois brigam e, eventualmente, Amadou e Maria são levados a uma delegacia para interrogatório. Amadou é libertado provavelmente pouco depois, embora saibamos que ele foi detido, espancado e envergonhado, mas Maria é deportada para sua Romênia natal e ela se reconecta com sua família lá.

## Elenco
- Juliette Binoche - Anne Laurent
- Thierry Neuvic - Georges
- Josef Bierbichler - O Fazendeiro (como Sepp Bierbichler)
- Alexandre Hamidi - Jean
- Maimouna Hélène Diarra - Aminate
- Ona Lu Yenke - Amadou
- Didier Flamand - O Diretor
- Djibril Kouyaté - O Pai
- Luminița Gheorghiu - Maria
- Crenguta Hariton - Irina (como Crenguta Hariton Stoica)
- Aïssa Maïga - Menina Negra com Cabelo Loiro

## Recepção
Code inconnu detém 74/100 no Metacritic, baseado em 13 críticos.  O Rotten Tomatoes relata 74% de aprovação entre 50 críticos, com uma pontuação média de 7,01/10. O consenso do site diz: "Embora às vezes desafiadoramente enigmático, Code inconnu ainda consegue ressoar."

## Premiações
Code inconnu foi exibido em competição no Festival de Cinema de Cannes de 2000. O diretor de fotografia Jürges foi indicado para o "Golden Frog" no prêmio Camerimage.
O filme recebeu votos de dois críticos e quatro diretores, incluindo Ruben Östlund, nas pesquisas da revista Sight & Sound de 2012 dos maiores filmes do mundo.